# Millenium (album)
Millenium reprezintă primul EP al formației t-Short. Acesta a fost lansat pe 26 iunie 1999, de către „Short Music Productions”, propria lor casă de producție, sub formă de casetă și CD. Acest material urma să beneficieze și de un maxi-single, pentru piesa „Fugi de întuneric”, proiect nematerializat însă.
Au fost realizate și videoclipuri, pentru piesele „Ești ca un înger” și „Fugi de întuneric”, ultimul fiind produs de către compania Tour-Imex din Râmnicu Vâlcea.

## Piese
1. Ești ca un înger
2. Fugi de întuneric
3. Aș vrea să uit
4. De ce m-ai părăsit
5. Fugi de întuneric (negativ)
6. Aripi să pot zbura (freestyle remix)